# Estrella de Plaskett
La estrella de Plaskett (HD 47129 / V640 Monocerotis) es una estrella en la constelación de Monoceros, el unicornio, de magnitud aparente +6,03.
La distancia a la que se encuentra del sistema solar es incierta, pudiendo estar comprendida entre 4900 y 6600 años luz.

## Sistema binario
La estrella de Plaskett es uno de los sistemas binarios más masivos que se conocen, siendo sus componentes dos estrellas azules supergigantes de tipos espectrales O7.5 y O6.
Binaria espectroscópica, su período orbital es de solo 14,40 días, con una separación entre las dos estrellas de 0,5 UA, la mitad de la distancia entre la Tierra y el Sol. El corto período orbital es consecuencia de la enorme masa de ambas.

## Características de las componentes
La componente principal del sistema, Plaskett A, es la estrella más fría de las dos —aunque su temperatura efectiva alcanza los 35 000 K— y sin embargo la más luminosa en el espectro visible, con una luminosidad que puede ser de hasta 630 000 soles.
Su radio es 21 veces más grande que el radio solar y gira sobre sí misma con una velocidad de rotación igual o mayor de 75 km/s.
Plaskett B tiene una temperatura de 40 000 K y su luminosidad está comprendida entre 372 000 y 870 000 soles.
Con un radio estimado entre 14 y 21 radios solares, su velocidad de rotación es muy elevada, alcanzando los 300 km/s.
Las masas respectivas de A y B son 43 y 51 veces mayores que la masa solar.
El final de la vida de estrellas tan masivas no es otro que explosionar como supernovas; la primera en hacerlo puede expulsar a su compañera a gran velocidad convirtiéndola en una estrella fugitiva.